# 雷

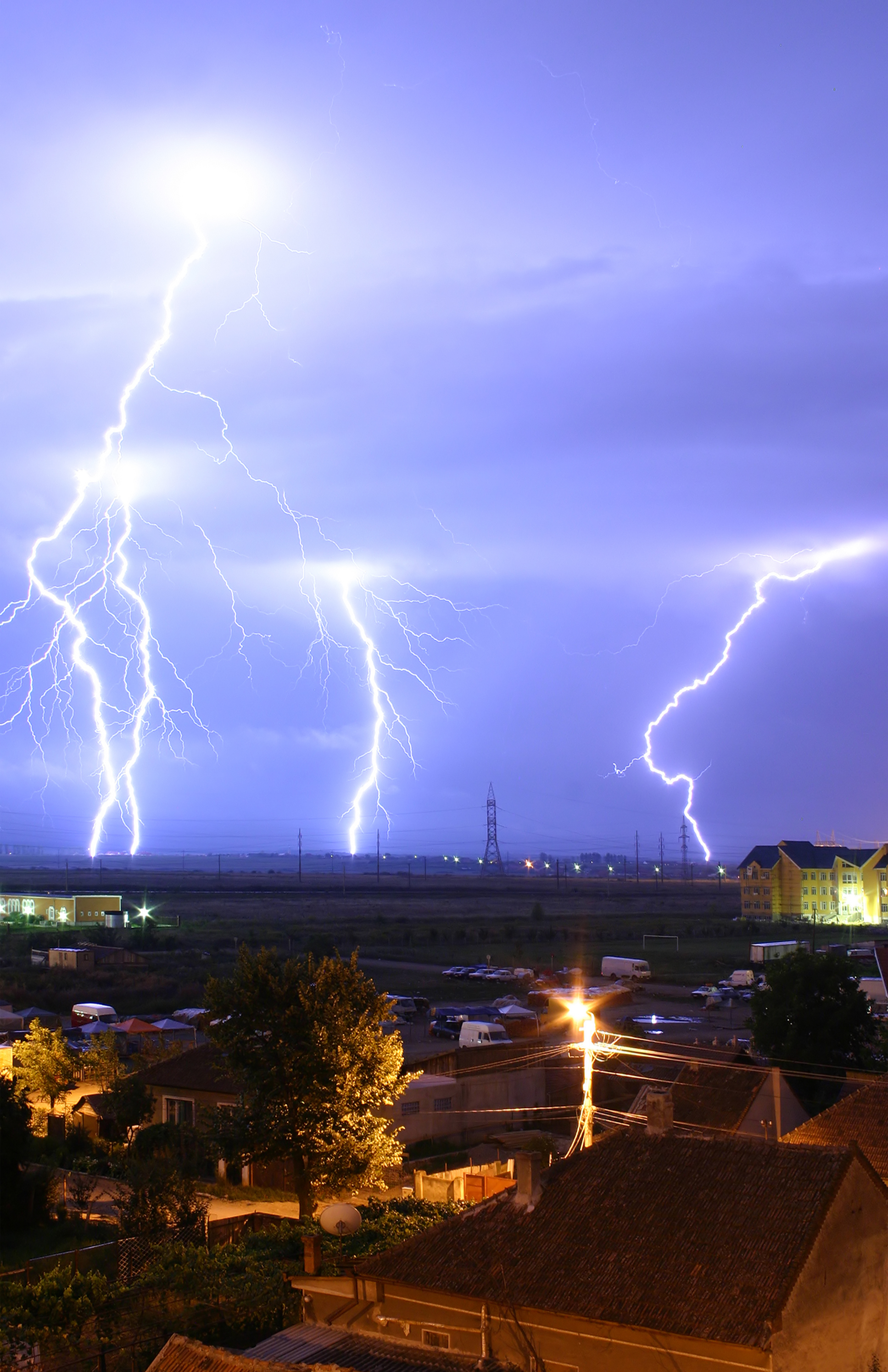
住宅近郊への落雷

稲妻

雷（かみなり、いかずち）とは、雲と雲との間、あるいは雲と地上との間に起こる放電現象。光や音が発生する。

また、ここでは「気象現象あるいは神話としての雷」を中心に述べる。

## 概説
さまざまな気象状況で発生するものであり、雷雲の生じる原因によって熱雷・界雷・渦雷などに大別されている。夏季に雷雲など激しい上昇気流のあるところに発生するものが熱雷、四季を通して寒冷前線に沿って発生するものが界雷、低気圧の域内や台風の中で発生するものが渦雷である。火山の噴火に伴い噴煙中とその周辺で生じるものは火山雷と呼ばれる。

### 表現、語彙、語義
雨を伴う場合は「雷雨（らいう）」とも言われる。
漢字（漢語）では「雷」と書くが、大和言葉では主に「かみなり」や「いなずま（いなづま）」などと言う。さらに古語や方言などでは、いかづち、ごろつき、かんなり、らいさまなどの呼び名もある。
音と光を伴う雷放電現象を雷電と呼ぶ。雷（かみなり）に際して起こる音は雷鳴であり、雷電の「雷（らい）」である。それに対して雷に際して起こる光は稲妻であり、雷電の「電」である。
現代日本語でいう雷（かみなり）は雷電とほぼ同義語であるが、遠方で発生した雷は光は見えるものの、風向きの影響などで音が聞こえないことがある。そのため、日本式天気図においては「過去10分以内に雷電または雷鳴があった状態」を雷としている。気象庁の定義によると「雷」とは「雷電（雷鳴および電光）がある状態。電光のみは含まない」とされている。

雷を発生させる雲を雷雲と呼び、その時に雲は帯電状態となっている。雲の中で起こる放電、雲と雲の間の放電をまとめて雲放電と呼び、雲と地面との間の放電を対地放電または落雷と呼ぶ。
なお、雷は主に風と雨を伴う雷雨時に氷の粒子で形成される雷雲によっておこる雷を指す場合が多いが、そればかりではなく、火山の噴火時や砂嵐時に砂の粒子の帯電で形成される雷雲によっておこる火山雷なども雷に含む。

## 語源
大和言葉の「いなずま」もしくは「いなづま」（歴史的仮名遣いは「いなづま」。ただし「いなづま」は現代仮名遣いでも許容されている）の語源は、稲が開花し結実する旧暦（太陰暦）の夏から秋のはじめにかけて雨に伴い雷がよく発生し、稲穂は雷に感光することで実る、という信仰が生まれ、雷を稲と関連付けて 「稲の『つま（=配偶者）』」と解し、「稲妻」（いなづま）、あるいは「稲光」（いなびかり）などと呼ぶようになったといわれている。日本書紀には「雷電（イナツルヒ）」と記された史記があり、奈良時代より雷と稲との縁が窺い知れる。
大和言葉「かみなり」の語源は、昔、雷は神が鳴らすもの、と信じられていて「神鳴り」と呼ばれたため。

## 発生の原理
雷の発生原理は研究が続けられており、さまざまな説が論じられているが、まだ正確には解明されていない。2021年現在、雷は主に、上空と地面の間または上空の雷雲内に電位差が生じた場合の放電により起きる、と言われており、主に以下のように説明されている。低気圧や前線等の荒天時に発生することが多いが、台風の際には雷が発生しにくい傾向がある。
電位差が発生した雲または大地などの間に発生する光と音を伴う放電現象。

### 雷雲の発生

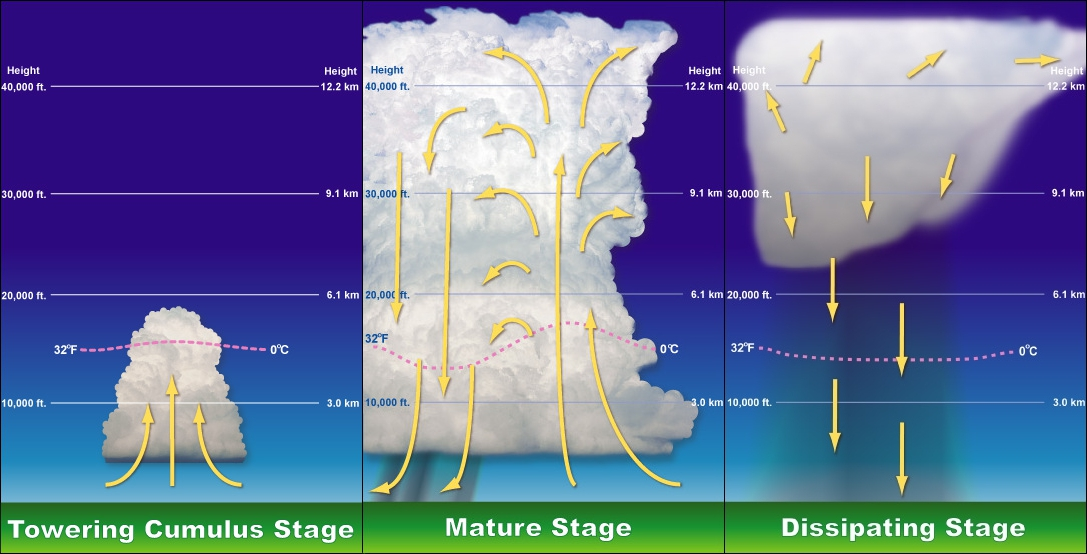
積乱雲の形成過程

地表で大気が暖められることなどにより上昇気流が発生し上空へ昇って行くと、あるところで飽和水蒸気量を超えて水滴（雲粒）が発生する。これが雲であり、湿度が高いほど低層から、気流の規模が大きいほど高空にかけて、発達する。
この水滴は高空にいくほど低温のため、氷の粒子である氷晶になる。氷晶はさらに霰（あられ）となり上昇気流にあおられながら互いに激しくぶつかり合って摩擦されたり砕けたりすることで静電気が蓄積される。成長して重くなる霰は下に、軽い氷晶は上に持ち上げられるが、後述のとおり霰は負、氷晶は正に帯電するため、雲の上層には正の電荷が蓄積され、下層には負の電荷が蓄積される。
雲の中で電位差が生じる原因は、長らく研究者の間で議論されており、異なる切り口からいくつかの説が出されてきた。空気や降水粒子が上昇する運動が引き起こすという対流説、降水の物理過程と粒子の落下速度の差が引き起こすという降水電荷説などである。
こうした理論をまとめた以下の着氷電荷分離理論（高橋, 1978）は有力な説となっている。
- 水は固体よりも液体の方が結合解離エネルギーが低いため、水滴中には多くのH+やOH-が生成される。ただし、H+は氷に浸透しやすいため、水滴・氷晶・霰が接触しあう環境では、氷が正、水が負に帯電する。
- 同じ環境中に氷晶と霰がある場合、霰にはより多くの雲粒が蒸発・昇華するが、その時の潜熱の影響で霰は氷晶よりも温かくなる。溶媒中で起こるイオン結合の繰り返し過程の中で、拡散しやすいH+が低温側へ拡散するため、低温側が正、高温側が負に帯電する。
- 気温が-10℃ - 0℃位の比較的暖かい環境下では、霰への昇華凝結に伴う潜熱で霰の表面が溶けて水膜ができる。既述のように、水膜中のイオンのうちH+は氷に浸透しやすいので霰の各部分は正、水膜部分は負に帯電する。この霰に外から氷晶が衝突してくると、氷晶は水膜の一部を取り去って負に帯電し、霰は全体として正に帯電する。
- よって、雲水量が少ない（湿度が低い）環境で氷晶と霰が衝突すると、低温の氷晶が正、高温の霰が負に帯電する。雲水量が多い（湿度が高い）環境で氷晶と霰が衝突すると、低温の氷晶が負、高温の霰が正に帯電する。

### 稲妻

稲妻のアニメーション

上層と下層の電位差が拡大して空気の絶縁の限界値（約300万V/m）を超えると電子が放出され、放出された電子は空気中にある気体原子と衝突してこれを電離させる。電離によって生じた陽イオンは、電子とは逆に向かって突進し新たな電子を叩き出す。この2次電子が更なる電子雪崩を引き起こし、持続的な放電現象となって下層へ向って稲妻が飛んでいく。
また、下層の負電荷が蓄積されると、今度は地面では正の電荷が静電誘導により誘起される。この両者の間でも、電位差がある一定を超えると放電が起きる。
これらの放電は、大気中を走る強い光の束として観測される。1回の放電量は数万 - 数十万A、電圧は1 - 10億V、電力換算で平均約900GW（=100W電球90億個分相当）に及ぶが時間にすると1/1000秒程度でしかない。エネルギーに換算するとおよそ900MJであり、もし、無駄なくこの電力量をすべてためることができるなら、家庭用省電力エアコン（消費電力1kW）を24時間連続で使い続けた場合、10日強使用できる。
この間を細かく分けると、落雷（負極性の雷）においては、雷雲から最初に伸びる複数の弱い光の先駆放電（ステップトリーダー）、大地側から迎えるように伸びるストリーマ（線条・先行放電）、両者が結合して大量の電荷が本格的に先駆放電路に流入する主雷撃の3段階に大別され、電位差が中和されるまで放電が続く。ステップトリーダーが複数であるのに対し、ステップトリーダーと結合するストリーマは1ないしは数個までであり、結果、主電撃として目視確認できる放電路は少なくなる。典型的な夏雷であれば、1回の落雷において、その複数のステップトリーダーの広がりはおよそ10000 (m) 範囲であり、主電撃すなわち落雷はこの範囲で形成される。
主な夏雷は電子は雲から地表に、電流は地表から雲に流れる。冬雷の場合はその性質上これとは逆に電子は地表から雲に、電流は雲から地表に流れる。

### 雷鳴
放電現象が発生したときに生じる音である。雷が地面に落下したときの衝撃音ではなく、放電路が瞬間的に熱せられ、空気が急速に膨張して音速を超える衝撃波が発生、これが伝わり音波に転換されたものである。
リターンストローク（主雷撃）の段階で生じる。主雷撃の開始から1マイクロ秒後には、放電路の大気の温度は局所的に2 - 3万℃という高温に達し、一時的に10気圧程度となって衝撃波が生じる。
稲妻の放つ光は光速で伝わるため、ほぼ瞬間に到達する。これに対して、雷鳴は音速で伝わるため、音が伝わってくる時間の分だけ、稲妻より遅れて到達する。そのため、雷の発生した場所が遠いほど、稲妻から雷鳴までの時間が長くなり、その時間を計ればおおよその距離も分かる。
発現地点までの距離（自分を中心とした半径）を P(キロメートル）、稲妻が光ってから（もしくはラジオにパルス雑音が入ってから）雷鳴が聞こえる瞬間までの時間を S(秒) とすると、次のように表される。定数0.34は気温を15℃としたときのキロメートル毎秒で表す音速。
{\displaystyle P=\,0.34S}
雷鳴が聞こえる距離は通常で約10 - 15kmだが、雷雲外への放電がある場合などは、雷雲から30km以上離れていても雷鳴が聞こえることがある。
ごく近くに落雷があると、ゴロゴロという音の直前に、やや小さなビリビリ、パリパリという布を破いたような音、あるいはバシッという鋭い音が聞こえることがある。この音は先行放電などによるものと考えられる。落雷点から離れるとこの音は聞こえない。
離れた場所に落雷があったときのゴロゴロという轟音は、放電が枝分かれしながら進むことで、異なる場所からいくつも音波が干渉し合って周波数の低い音が伝わってくるとされ、あるいは上空の気温分布が複雑なため音が長引いて聞こえるともされる。

## 種類

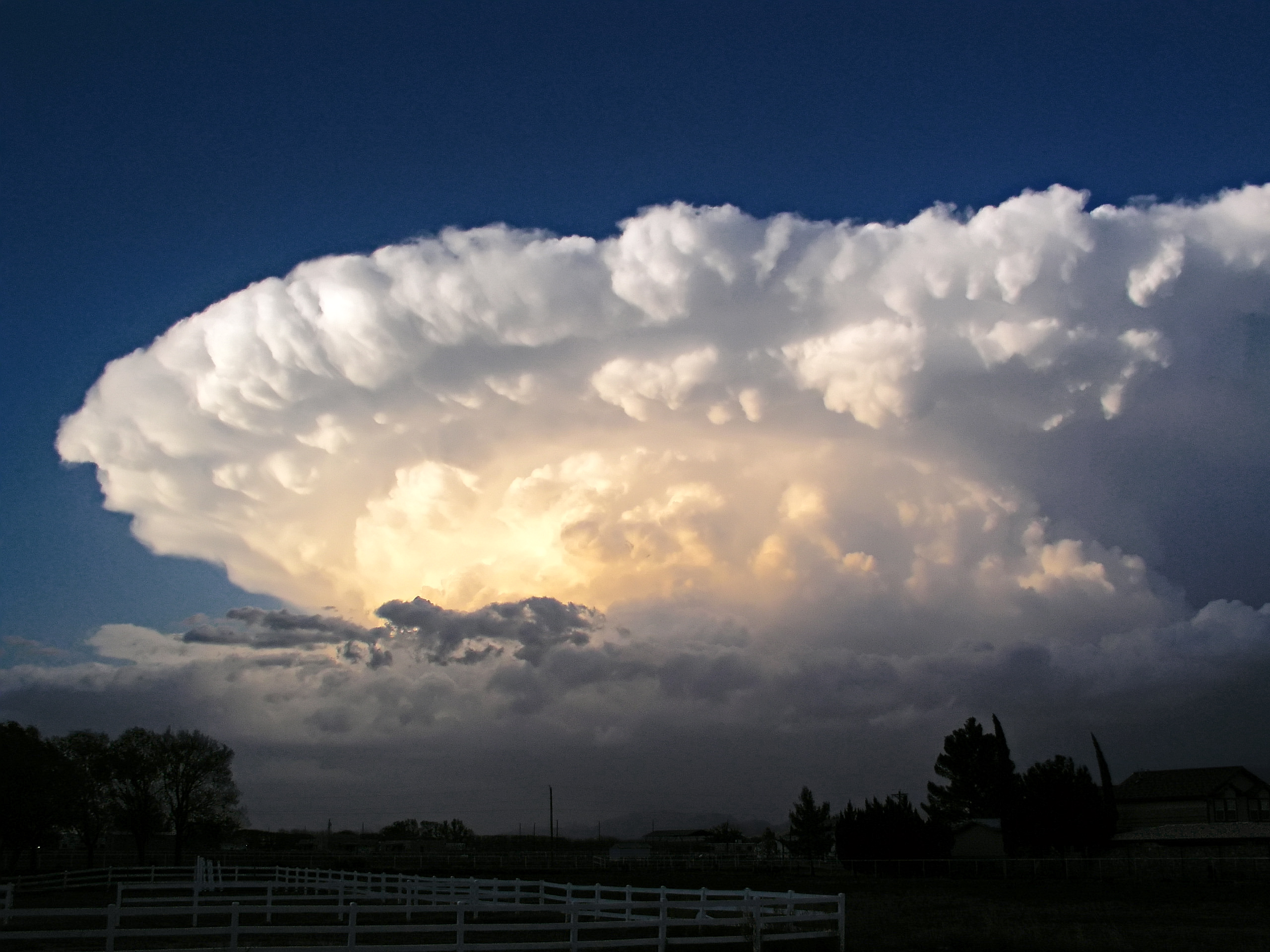
スーパーセル

### 熱雷
急激な上昇気流により低層から高層まで形成された雷雲は主に積乱雲などで構成され、熱雷と呼ぶ。夏季によく発生するため、俗に夏雷とも呼ばれる。局地的かつ散発的に発生し、持続時間は短い傾向がある。

### 界雷
積乱雲でも寒冷前線上などに発生する場合、また、温暖前線などで同様の原理が発生した場合の雷は界雷と呼ぶ。帯状にまとまって発生し、セルの世代交代があって前線の移動に付随して落雷域が移動することが多い。

### 熱界雷
前線に向かって湿った空気が流れ込むことによって形成された雷雲による雷など、熱雷と界雷の両方の特性を併せ持つものを熱界雷と呼ぶ。夏季において激しい雷雨を伴うことが多く、たびたび地上において被害を引き起こす雷。局地的にまとまって発生し、時に100kmを超える巨大な積乱雲群を構成して落雷域が広範囲に及ぶ。

### 渦雷
上昇気流が発達した低気圧や台風などにより形成された雷雲による雷の場合を渦雷（からい、うずらい）と呼ぶ。性質としては熱雷や界雷に近い。勢力が強いものや移動速度が速いものは雷雲の移動速度が速いことから、防災上注意を要する。

### 放電
雲内での放電を雲内放電 (inter cloud lightning : IC)、雲と雲の間の放電を雲間放電 (cloud to cloud lightning : CC) と呼ぶ。雷雲から地面への放電を対地雷 (cloud to ground lightning : CG) と呼ぶ。対地雷には上向きと下向き、正極性 (+CG) と負極性 (-CG) の分類があるから対地雷は結局4種類ある。

### 幕電

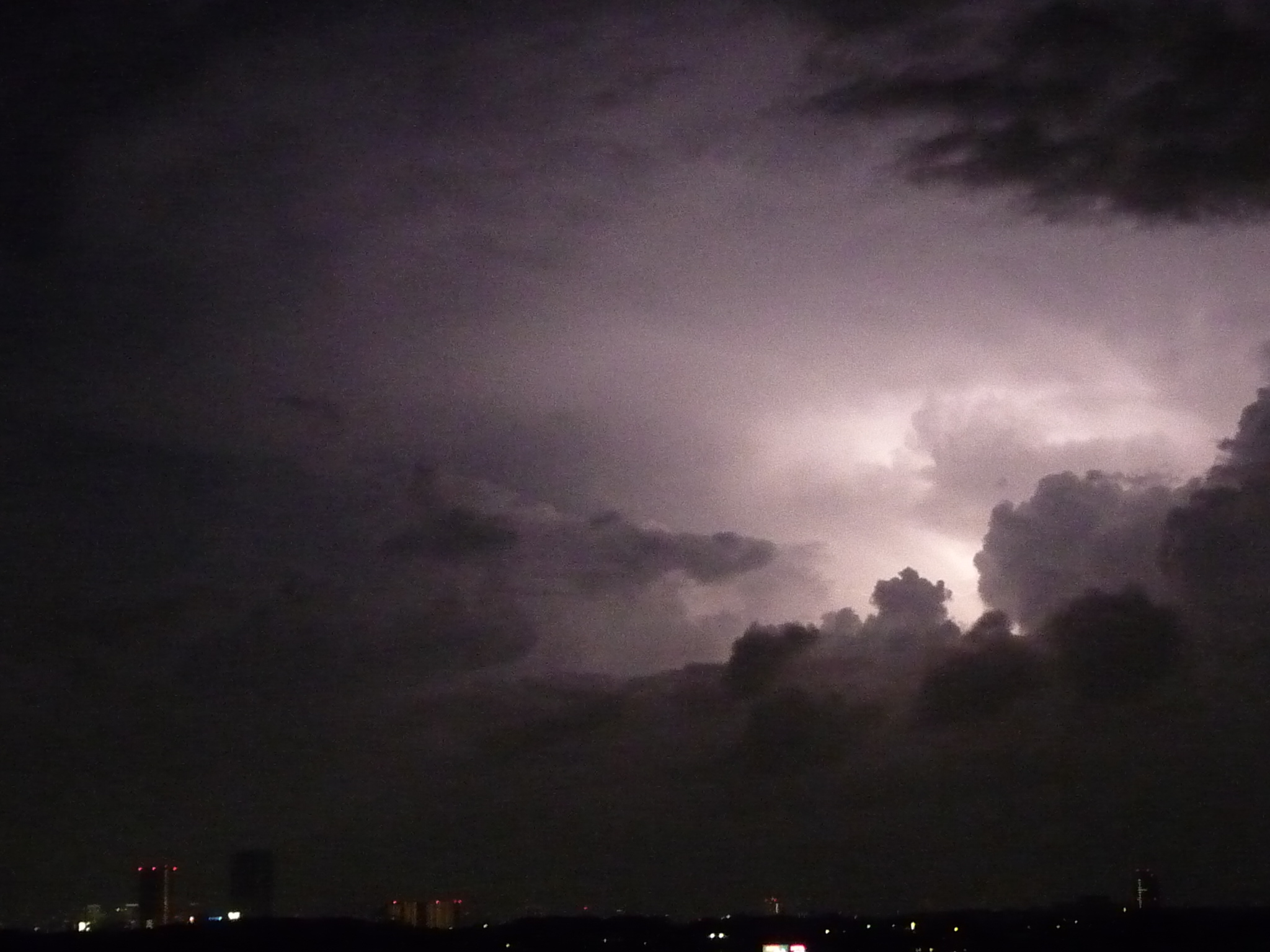
雷鳴を伴わない雲と雲間の稲光（2008年8月28日22:48東京上空）

夜間、遠方で発生した雷による稲妻が雲に反射する現象および、雲内放電により雷雲自体が光って見える現象を幕電と呼ぶ。雷雲から15km以上離れている場合など、稲妻のみで雷鳴が確認できない時を指すことが多い。
幕電は上空が晴れていても確認できることがあり、強い閃光のわりに雷鳴が聞こえないなどといったことから、しばしば宏観異常現象ではないかとされることがある。

### 超高層雷放電
近年（1980年代 - ）では大規模落雷に伴って発生するスプライト等の雷雲上空高度20 - 100kmの成層圏・中間圏・下部熱圏において起こる放電による発光現象も発見されている。

## 雷の観測
近代気象観測では、観測所における天気観測に雷も組み込まれ、目視観測が続けられてきた。一方、気象レーダー（雷検知器）による観測が拡大し、少しずつ代替されつつある。日本では、1990年代後半から2000年代にかけて測候所で、2010年代後半にほとんどの地方気象台で、目視による雷観測が廃止され、気象レーダーによる雷検出に代替された。
落雷被害における火災保険に関連して、被害を科学的に裏付ける資料として、観測記録を基にして雷に関する「気象証明」を気象台が発行している。民間にも同様のサービスがある。
国際気象通報式では、雷電等が観測時（観測直前10分間）にあったか否か、観測時になくとも前1時間内にあったか否か、雷の3段階強度、降水を伴うか否か、雨や雪の3段階強度などの組み合わせで区分される天気から選択して報告する。自動観測の場合は少し異なった区分になる。なお、雷電は電光と雷鳴を観測したことを指す。基本の記号は雷光（雷鳴なし）が（）、雷電が（）。
航空気象の通報式では、「特性」の欄のTSが雷電を表し、降水現象の欄のRA（雨）などと組み合わせて、あるいは単独で用いる。
ラジオ気象通報などの日本式天気図では、観測時の直前10分間に雷電（電光と雷鳴）または雷鳴が観測されたとき、天気を雷と表記する。天気記号は雷（）、雷強し（ツ）。降雨や降雪、雹や霰が観測されていても、雷は最も優先順位が高いため単に雷とする。雷強しの記号は、1988年に雪強しとともに追加された。

### 地球以外の雷
地球以外の惑星でも観測されている。木星においては探査機ガリレオによって確認された。
土星に関しては、土星観測衛星カッシーニとボイジャー宇宙船によって雷由来の電磁波が観測されていたが、2010年4月には、カッシーニが土星の雷動画を撮影し、地球以外で発生している雷の初めての観測動画となった。
金星における雷放電現象の存在が、様々なデータの検証でも決定打になるデータがなく40年近くもの論争となっている。

## 雷による電波などの放射
20世紀に入ってからの観測により、雷から幅広い周波数帯の電磁波が放射されていることが分かっている。身近な例では雷由来のノイズがラジオで受信できる場合があり、原理上振幅変調を用いるAMラジオはその感度が高く、周波数変調であるFMラジオは感度が低い。
また、雷放電の高度が低い冬の日本海側の原子力発電所などで、雷と同時にX線やガンマ線などの放射線値の一時的上昇が観測されている。これにより雷が放射線を放出していると解明された。一方、宇宙線などの外から入ってきた放射線が制動放射を誘発し雷放電を励起しているとの研究がある。

## 雷による窒素固定
雷の空中放電により、空気中の窒素と酸素が反応して窒素酸化物が生成（窒素固定）され、さらに酸素により硝酸に変化する。これらが地上に降下して硝酸塩が生成されることで植物が栄養分として利用できる物質となる。

## 雷による光核反応
雷は光核反応（原子核反応）の引き金になり得るとされている。2017年2月6日 17:34:06、新潟県柏崎市にて、落雷の35秒後に 0.511 MeVの対消滅ガンマ線が観測されており、これが陽電子と電子が衝突し電子対消滅した時に放出された対消滅ガンマ線だと解釈されている（対消滅ガンマ線と誤認される他の可能性として環境バックグラウンドの輝線があるが、天然放射性核種 208Tl (0.583 MeV) や 214Bi (0.609 MeV)と明確に区別され、かつ、大気中での「対生成」で陽電子が発生した場合では落雷との時間差から区別される）。

## 各地の雷

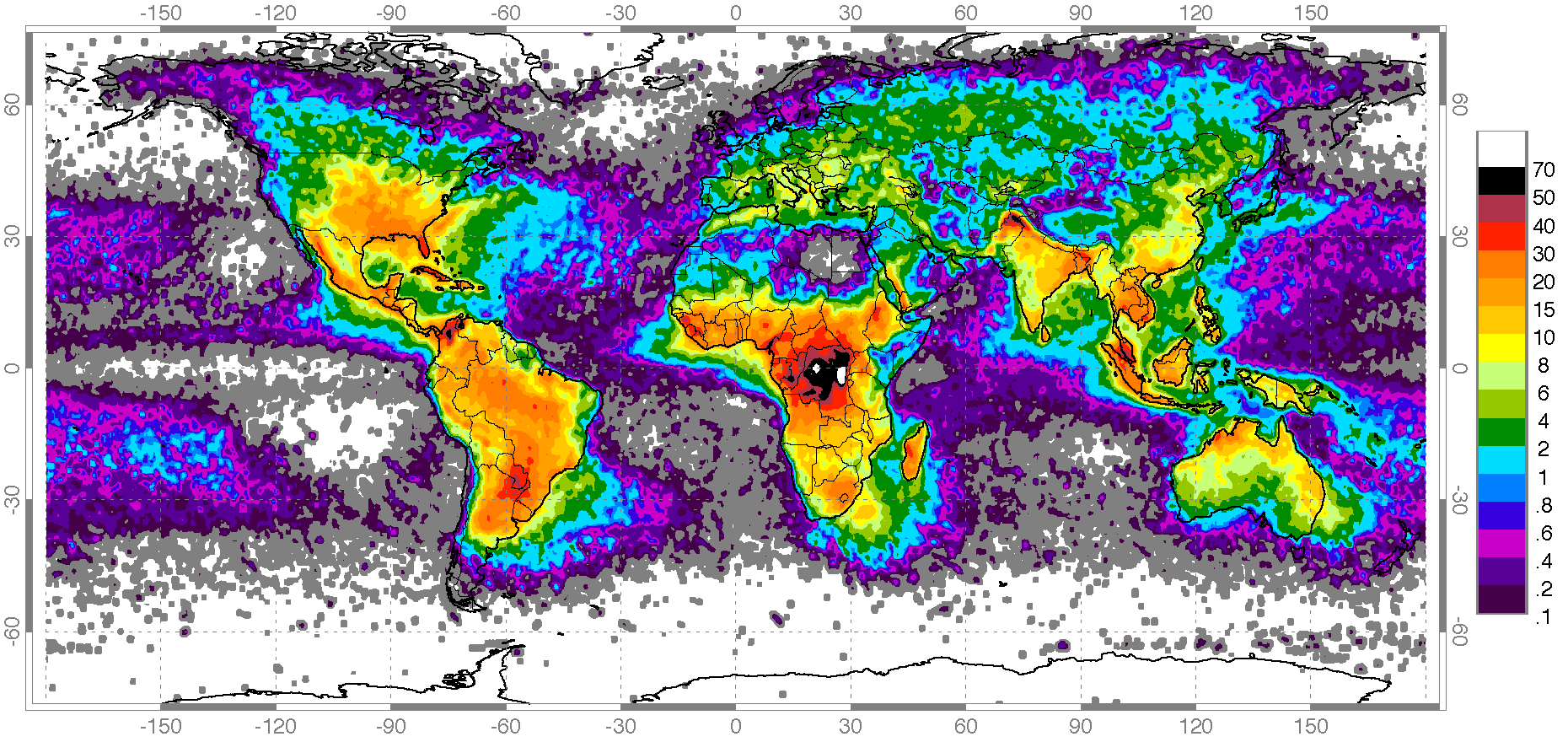
世界の雷の発生頻度。NASAのLightning Imaging Sensorによるデータ（1998年1月‐2003年2月）

### 北関東
北関東地方（栃木県、群馬県、埼玉県北部、茨城県）では特に夏の雷が多く「雷の銀座通り」等と呼ばれることがあるほどである。落雷保険の料率（保険料）も他地方に比べて高い。「上州（群馬県）名物、かかあ天下と空っ風」という言葉があるが、それに加えて雷も名物として知られる。関東地方の気象庁観測点では突出して雷日数の多い宇都宮市では、夏季に多くなる雷を「雷都（らいと）」という地域の愛称に取り込み、宇都宮市債や土産物の菓子の名称などに使われている。

### 日本海側
北陸地方や新潟県、山形県庄内地方、秋田県などの日本海沿岸では、冬季に目立って多く発生することから冬季雷とも呼ばれる。冬季雷は、夏期のものが積乱雲から地面に向かって放電するのに対し地面から積乱雲に向かって、上向きに放電し、発生高度も300ないし500メートルと低い（夏季の雷の発生高度は3,000ないし5,000メートル）。落雷数こそ少ないものの発生のメカニズムから夏季の雷より数百倍のエネルギーを持つものが確認されるほか、一日中発雷することが多く雪やあられを伴うことが多い。また、はっきりとした落雷が無くても瞬間的な停電などの被害が出ることもある。海岸線から35キロメートル以上の内陸部では少ない。
また、冬季の雷には愛称があることが多く、「雪起こし」、「ブリ起こし」、「雪雷」などのような方言がみられる。特に、雪起こしが観測された場合は冬の始まりであると言い習わされる。
冬季雷の発生地域は日本海側沿岸部とノルウェーのノルウェー海沿岸部、および北アメリカの五大湖東側のみであり、世界的に見ても非常に珍しい気象現象である。

### 気象庁国内観測点の雷日数の統計値
気象庁は国内の主要観測点で雷日数を集計し公表している。これによると、北関東は関東地方内では比較的雷日数が多い地域となっており、特に夏季の雷を特徴としている。関東各地の統計値によると、南関東では東京で年間雷日数が12.9日で、うち夏季（5月から9月）の雷日数は9.7日、同じく神奈川県横浜では年間12.6日のうち夏季8.2日であるが、北関東4県では、栃木県宇都宮では年間24.8日のうち夏季20.9日、群馬県前橋では年間20.4日のうち夏季18.9日、埼玉県熊谷では年間19.7日のうち夏季17.3日、茨城県水戸では年間16.7日のうち夏季13.1日となっており、南関東に比較し顕著に多くなっている。
また、日本海側気候である日本海沿岸各地では冬雷が多く、気象庁統計値によると、秋田31.4日、新潟34.8日、富山32.2日、金沢42.4日、福井35.0日、鳥取26.4日、松江25.4日、福岡24.7日などと、日本国内では雷、特に冬雷の多い地域となっている。一方、測候所では2010年10月に無人化観測を行ったため、雷日数を廃止した。
気象庁統計値によれば、1年間で雷日数が最も多かったのは石川県金沢市で記録した2005年の72日。
年間雷日数の上位記録（統計期間1981年 - 2010年、気象官署のみ）
| 順位 | 雷日数 | 観測地点         | 暖候期 | 寒候期 |
| ---- | ------ | ---------------- | ------ | ------ |
| 1位  | 42.4日 | 石川県金沢市     | 12.3日 | 31.1日 |
| 2位  | 35.0日 | 福井県福井市     | 11.6日 | 23.4日 |
| 3位  | 34.8日 | 新潟県新潟市     | 11.7日 | 23.1日 |
| 4位  | 32.2日 | 富山県富山市     | 16.5日 | 15.7日 |
| 5位  | 31.4日 | 秋田県秋田市     | 10.9日 | 20.5日 |
| 6位  | 26.6日 | 熊本県熊本市     | 22.0日 | 04.6日 |
| 7位  | 26.4日 | 鳥取県鳥取市     | 12.6日 | 13.8日 |
| 8位  | 25.4日 | 島根県松江市     | 12.6日 | 12.8日 |
| 9位  | 25.1日 | 鹿児島県鹿児島市 | 18.8日 | 06.3日 |
| 10位 | 24.8日 | 栃木県宇都宮市   | 22.6日 | 02.2日 |
| 参考 | 12.9日 | 東京都千代田区   | 10.8日 | 02.1日 |

暖候期は4月 - 9月、寒候期は10月 - 3月の雷日数を示す。
年間雷日数の下位記録（統計期間1981年 - 2010年、気象官署のみ）
| 順位 | 雷日数 | 観測地点         |
| ---- | ------ | ---------------- |
| 1位  | 4.9日  | 北海道帯広市     |
| 1位  | 4.9日  | 北海道釧路市     |
| 3位  | 6.8日  | 北海道網走市     |
| 4位  | 8.8日  | 北海道札幌市     |
| 5位  | 9.3日  | 宮城県仙台市     |
| 6位  | 10.2日 | 北海道旭川市     |
| 7位  | 11.2日 | 北海道稚内市     |
| 8位  | 11.8日 | 和歌山県和歌山市 |
| 9位  | 11.9日 | 岡山県岡山市     |
| 10位 | 12.2日 | 北海道函館市     |

昭和基地（南極）では雷日数は0.0日で観測はされていない。

### ベネズエラ
ベネズエラのマラカイボ湖に注ぐカタトゥンボ川の河口付近は、カタトゥンボの雷と呼ばれる雷の常襲地帯である。2014年には、1時間に3600本の稲妻が認められ、「世界で最も稲妻が多い場所」としてギネス世界記録に認定されている。

## 記録

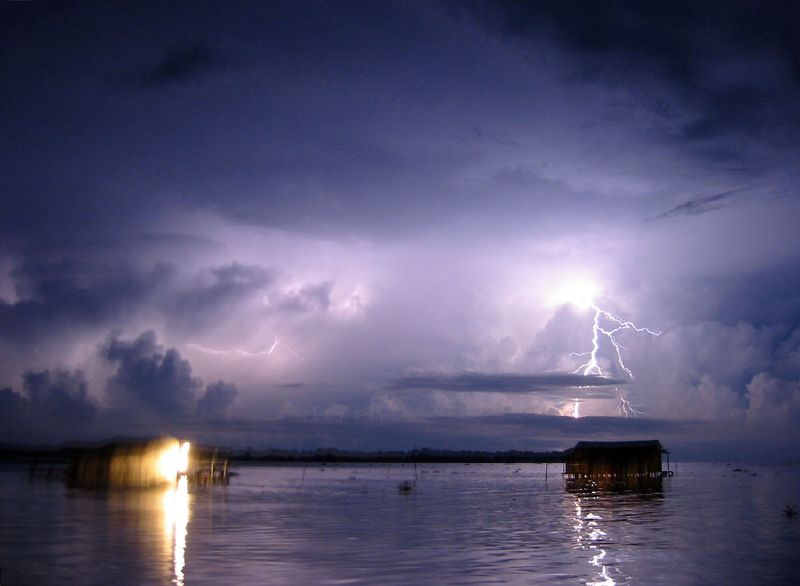
カタトゥンボの雷

- 観測史上最長の稲妻: 709 km (441 mi);アルゼンチン・ミシオネス州 - ブラジル・リオグランデ・ド・スル州 - 同国サンタカタリーナ州 - 南大西洋、2018年10月31日[41][42]。以前の世界記録はアメリカ合衆国オクラホマ州で2007年6月20日に記録された321 km (199 mi)であり[43][44]、これを2倍以上更新したことになる[42]。
- 単一の稲妻の観測史上最長継続時間:16.73秒;アルゼンチン・コルドバ州 - サンタフェ州 - ブエノスアイレス州、2019年3月4日[41][42]。以前の記録はフランス・プロヴァンス＝アルプ＝コート・ダジュール地域圏で2012年8月30日に観測された7.74秒であり[43][44]、これを2倍以上更新したことになる[42]。
- 1年間で最も多い回数の落雷:最も多い場所で1 km2あたり年平均233回;ベネズエラ・マラカイボ湖（スリア州・トルヒージョ州・メリダ州）のカタトゥンボの雷[45][46]。

## 電力としての利用
落雷時のエネルギーは余りにも大きくしかも短時間（1/1000秒〜1秒）に発生するため、蓄電池などによる電気の蓄積は困難であり、また雷の発生場所や発生時刻の予測は、現在はまだ正確には不可能である。このため、雷を電力として利用することは現在の技術ではきわめて困難とされている。

## 雷と神話
古来より、雷は神と結びつけて考えられることが多かった。
ギリシャ神話のゼウス、ローマ神話のユピテル（ジュピター）、バラモン教のインドラは天空の雷神であり最高神である。北欧神話のトールも古代では最高神であった（時代が下るとオージンが最高神とされた）。マライ半島のジャングルに住むセマング族でも雷は創造を司る最高神であり、インドシナから南中国にかけては敵を滅ぼすため石斧をもって天下る神（雷公）として落雷を崇めた。
欧米ではカシが特に落雷を受けやすい樹木とされたのでゼウス、ユピテル、北欧神話のトールの宿る木として崇拝した。欧州の農民は住居の近くにカシを植えて避雷針代わりとし、また、犬、馬、はさみ、鏡なども雷を呼びやすいと信じたので雷雨が近づくとこれらを隠す傾向があった。
雷雨の際に動物が往々紛れ出ることから雷鳥や雷獣の観念が生まれた。アメリカ・インディアンの間では、その羽ばたきで雷鳴や稲妻を起こす巨大な鳥（サンダーバード）が存在すると考えられた。

雷神（尾形光琳画）

日本神話においても雷は最高神という扱いこそ受けなかったが、雷鳴を「神鳴り」ということからもわかるように雷を神々のなせるわざと見なしていた。天津神の1人で天孫降臨の前に葦原中国を平定したタケミカヅチ（建雷命、建御雷、武甕槌）はそういった雷神の代表である。雷（雷電）を祭った神社に「雷電神社」「高いかづち神社」などがあり、火雷大神（ほのいかづちのおおかみ）・大雷大神（おおいかづちのおおかみ）・別雷大神（わけいかづちのおおかみ）などを祭神としている。
日本では方言で雷を「かんだち」ともいうが、これは「神立ち」すなわち神が示現する意である。先述した稲妻の語源が示すとおり、雷は稲と関連づけられている。日本霊異記や今昔物語にあるように雷は田に水を与えて天に帰る神であったため、今でも農村では雷が落ちると「雷さまを自分の田んぼにお迎えする」
という意味から、青竹を立て注連縄（しめなわ）を張る、もしくは幣束を立て神を祀る地方がある。
雷神は平安時代になると、天神の眷属神として低い地位を占めるようになった。
また、雷が起きると、落雷よけに「くわばら、くわばら」と呪文を唱える風習がある。これは、菅原道真の土地の地名であった「桑原」にだけ雷（かみなり）が落ちなかったという話に由来するとされる。平安時代に藤原一族によって流刑された道真が恨みを晴らすため雷神となり宮中に何度も雷を落とし、これによって藤原一族は大打撃を受けた。このとき唯一、桑原だけが落雷がなかったので後に人々は雷よけに「桑原、桑原」ととなえるようになったといわれる。菅原氏の流れをくむ公家に桒原（くわばら）家があり、菅原氏は「桑原」の地名を道真由来と考えていたことがうかがえる。
また、菅原道真関連の桑原以外にも、雷が落ちないとする話は各地に伝えられており、兵庫県三田市桑原の欣勝寺や大阪府和泉市桑原の西福寺などに残っている。
「くわばら、くわばら」と唱えるのは、桑の木が神聖な力を持つという信仰があったためであるとも考えられている。詳細は「クワ」を参照。
雷神は古くから美術に表現されてきたが絵では京都建仁寺の俵屋宗達筆の障壁画、元禄時代の尾形光琳の作など、彫刻では日光東照宮、京都三十三間堂などのものが有名である。

## 文化の中での雷

### 季語
俳句においては「春雷」は春の季語、「雷」「遠雷」「軽雷」は夏の季語、「稲妻」は秋の季語、「寒雷」は冬の季語である。

### 易
易では、「かみなり」という現象は「雷（らい）」と「電（でん）」の二つの部分で組み合わせられたもの。こちらの「雷」の字は「雷鳴」のみを指す。「電」は「稲妻」、つまり光の部分に当たる。
- 「雷」は八卦の中の「震」相当する。木気であり、方角としては東を指す。
- 「電」は八卦の中の「離」相当する。火気であり、方角としては南を指す。

六十四卦の「雷火豊」と「火雷噬嗑」の「火」は「電」の意味である。

### 故事成語・ことわざ
- 付和雷同
- 青天の霹靂
- 地震、雷、火事、親父
- 電光石火
- 雷が多い年は豊作[48]

## 雷に関連する作品
- ☇ (U+2607) - Unicodeにおける雷の記号
- 高電圧注意のピクトグラム